# Aphaniosoma creperum
Aphaniosoma creperum (лат.) — вид мух рода Aphaniosoma из семейства Chyromyidae.

## Распространение
Египет, Израиль, Иордания, Оман.

## Описание
Мелкие мухи с телом длиной около 2 мм. Aphaniosoma creperum — это обычно тёмно-серо-коричневый или чёрный вид. Самки трёх близкородственных видов: A. nigricauda Ebejer, 1998, A. nigrum Ebejer, 1998 и A. spiniventre Ebejer, 1998 обычно имеют тёмно-коричневый базальный членик жгутика, как и самка A. creperum, и их можно определить только по ассоциации с самцами. Самцов можно определить при осмотре гипопигия, где форма прегенитальных стернитов, постгонит и вершина двулопастного дистифаллуса являются простейшими признаками, которые помогают отличить A. creperum от близкородственных видов, самым сложным из которых является A. nigricauda. У последнего отсутствует вентральное продолжение тергита 6; стерниты 5 и 6, хотя и похожи, но не идентичны, а дистифаллус имеет довольно длинные и явно более заостренные доли. Эти различия могут представлять собой географическую вариацию одного вида, но пока есть основания полагать, что A. nigricauda — это вид Северной Африки, простирающийся на запад от Туниса, а A. creperum — североафриканский вид, простирающийся на восток от Египта до Израиля, Иордании и Омана.